# Copadichromis prostoma
Copadichromis prostoma là một loài cá thuộc họ Cichlidae. Loài này có ở Malawi và Tanzania. Môi trường sống tự nhiên của chúng là hồ nước ngọt có nước theo mùa.